# Chan Seyha
Chan Seyha (sinh ngày 9 tháng 8 năm 1994 tại Phnom Penh, Campuchia) là một vận động viên chạy nước rút người Campuchia đã thi đấu tại sự kiện 200 mét tại Giải vô địch Thế giới điền kinh năm 2011 và cô cũng đã thi đấu tại Thế vận hội Mùa hè năm 2012 trong sự kiện chạy 200 mét nhưng đã bị loại ở vòng một.